# Palais Lubomirski

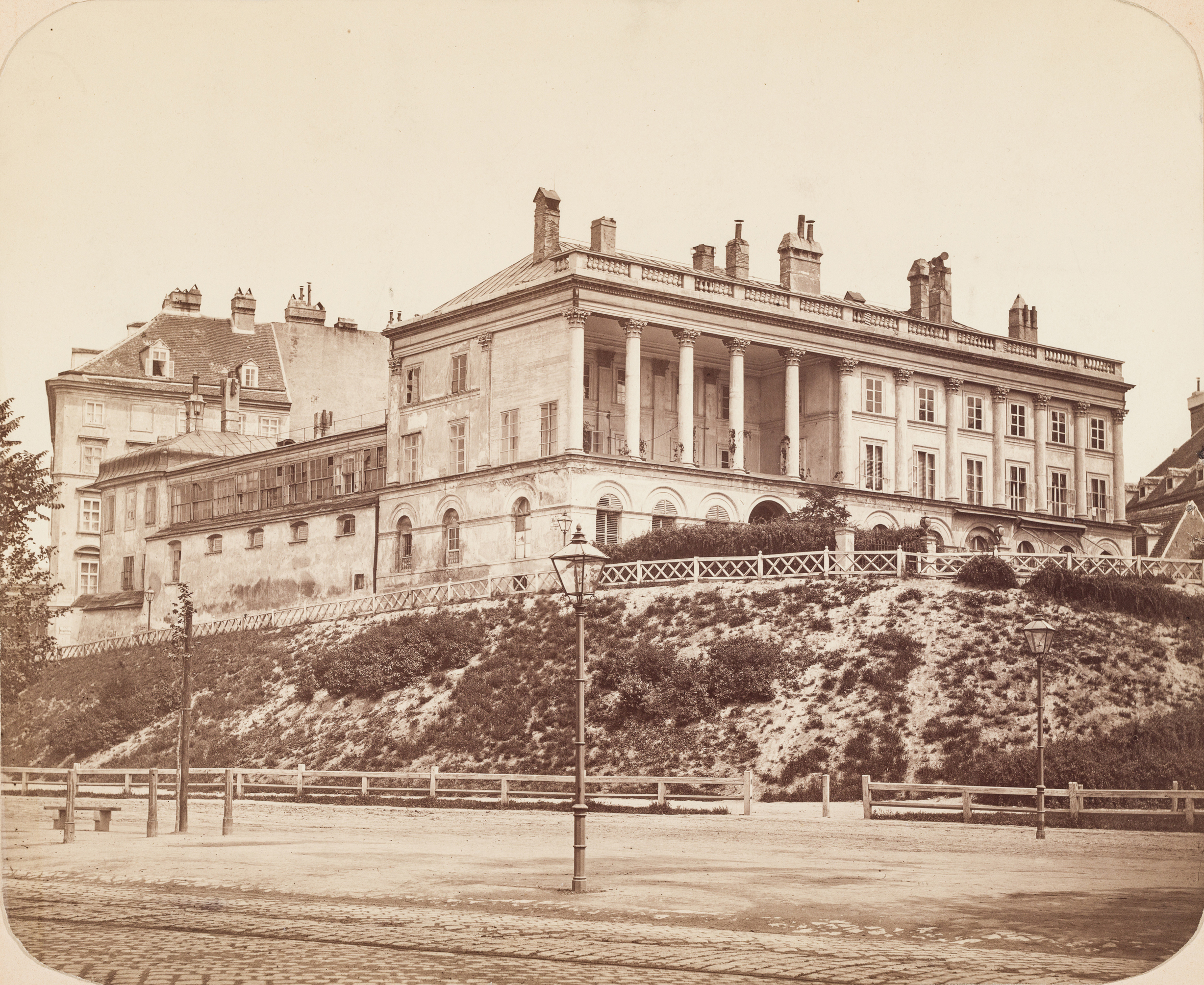
Das Palais Lubomirski vor 1870

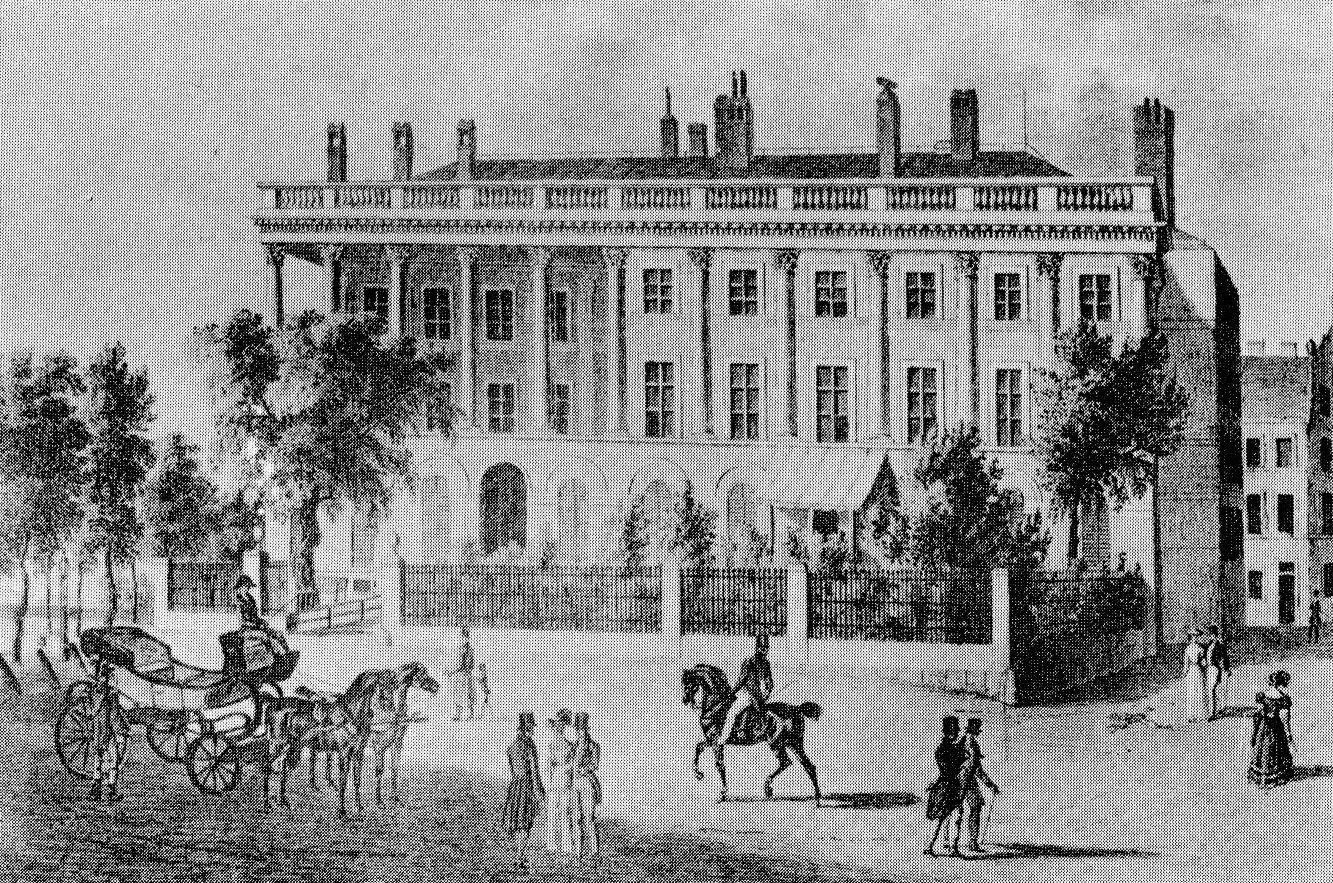
Das Palais Lubomirski um 1840

Das Palais Lubomirski auf der Mölker Bastei war ein im klassizistischen Stil gehaltenes Wiener Biedermeierpalais im Besitz der polnischen Adelsfamilie Lubomirski. 

## Geschichte
Das Palais befand sich an jener Stelle, wo heute die Oppolzergasse verläuft, aber auf erhöhtem Niveau. Von der Lage und vom Baustil her erinnerte das Palais Lubomirski an das bis heute erhaltene Palais Coburg am Parkring, aber auch an das Palais Rasumofsky auf der Landstraße. Aufgrund der erhöhten Position des Gebäudes eröffnete sich von hier aus ein weiter Blick in Richtung auf das lange Zeit als Exerzierplatz genutzte Josefstädter Glacis und auf die Alservorstadt. Andererseits gehörte das Palais mit seiner charakteristischen Säulenhalle zu den weithin sichtbaren „Wahrzeichen“ der Basteien Wiens. Bekanntester Bewohner des Palais war Fürst Henryk Lubomirski (1777–1850). Unter ihm wurde das Palais zum zentralen, auch politisch bedeutsamen Treffpunkt polnischer Adelskreise in Wien. 1853 ging das Palais Lubomirski in den Besitz von August Graf Breuner-Enkevoirth über, der angesichts des Abrisses der Basteien die Errichtung eines anderen Palais an der gleichen Stelle erwog. Letztlich verkaufte er jedoch das Palais an die „Wiener Baugesellschaft“, die es 1870 abreißen ließ.